# Laurent Nottale
Laurent Nottale, né en 1952 à Paris est un astrophysicien français, directeur de recherche au CNRS et chercheur à l'observatoire de Paris-Meudon.

## Carrière et travaux
Après sa formation à l'École Centrale Paris (Promotion 1975), le 9 juin 1980, Laurent Nottale obtient le titre de docteur ès-sciences, à l'issue d'une thèse portant sur les lentilles gravitationnelles par amas de galaxies. En octobre, il entre au CNRS. Il enseigne  l'astrophysique  à l'École centrale des arts et manufactures à partir de 1985.
Il est auteur de la théorie de la relativité d'échelle visant à unifier la physique quantique et la relativité d'Einstein en introduisant explicitement l'échelle d'observation dans les équations physiques, de même qu'Einstein y a introduit explicitement des paramètres liés à la vitesse du référentiel d'observation. Il suppose que devraient s'appliquer ainsi des résultats similaires à ceux de la relativité restreinte avec la vitesse :
- il existe une échelle d'observation inatteignable (la longueur de Planck), de même qu'il existe une vitesse inatteignable (la vitesse de la lumière : 299 792 458 m/s dans le vide) ;
- la composée de deux changements d'échelle est inférieure au produit de ces échelles (de même que la composée de deux vitesses est inférieure à la somme de ces 2 vitesses).

La théorie d'échelle qu'il a développée est décrite comme une extension de la relativité d'Einstein, fondée sur le même principe heuristique et la même démarche. Son idée a ensuite été de supposer l'existence de trajectoires qui variaient suivant le changement d'échelle, et qui n'étaient donc pas rectifiables, c'est-à-dire des trajectoires fractales. Les mouvements apparemment désordonnés des particules à l'échelle quantique se ramènent donc à des mouvements suivant des géodésiques fractales. Sa théorie permet de redémontrer des résultats importants de la physique. Notamment, il semble avoir redémontré l'équation de Schrödinger à une dimension (résultat connu de physique statistique mais de signification différente de celle qu'elle a réellement en physique quantique). Par contre, un certain nombre d'autres affirmations de redémonstrations n'ont pas encore pu être prouvées. La théorie de relativité d'échelle est en contradiction avec le paradoxe EPR[réf. nécessaire] et l'expérience d'Elitzur-Vaidman[réf. nécessaire] (obtention d'information sur système quantique sans interaction avec lui). 
Nottale estime que la principale propriété de l'être humain est de montrer une véritable cohérence entre son corps et son esprit uniquement à son échelle, c'est-à-dire sur à peu près deux mètres. 
Laurent Nottale pose l'hypothèse que l'espace-temps varie selon le zoom ; alors que celui considéré par Galilée ou Einstein garde sa structure lisse quelle que soit l'échelle, Nottale dévoile de nouvelles rugosités à chaque changement de résolution. Cette hypothèse bouscule tous les outils classiques chers aux physiciens, tels que la notion de dérivée qui suppose des courbes lisses sur des longueurs infiniment petites. La grandeur physique dépend maintenant de l'échelle à laquelle on la mesure, ce qui complique les calculs même si cela colle mieux à la façon dont on mesure.
L'originalité du travail de Nottale est l'invocation du concept de fractal qui est encore peu utilisé et dominé par le milieu scientifique, pouvant recouvrir en fait de multiples significations mathématiques suivant les contextes. À partir de tels concepts, il affirme avoir posé les bases d'une nouvelle physique aux caractéristiques différentes de ce qui est habituellement considéré comme admissible en physique au regard des connaissances actuelles. Mais sa théorie n'est pas actuellement vérifiée et est parfois critiquée par la communauté scientifique.

## L'épreuve de la "validation par les pairs"

### Une double bifurcation
Le parcours de Laurent Nottale a fait l'objet d'une étude sous l'angle du fait sociétal.
Entre autres lauréat de l'Académie des sciences (1987) pour son travail sur les effets des lentilles gravitationnelles et professeur d'astrophysique durant 15 ans à École Centrale de Paris, Laurent Nottale apparait comme l'archétype du scientifique reconnu en début de parcours, puis prenant le risque personnel de compromettre sa carrière par ses choix de recherche vers une théorie transdisciplinaire de rupture complète : ayant acquis un fort "capital scientifique" dans son domaine d'origine (l'astrophysique) il décide en effet de bifurquer (à partir de 1984) vers l'élaboration de la théorie de la Relativité d'échelle (TRE en Français, SR en Anglais), qui ne se greffait sur aucun champ de recherche antérieur (bénéficiant donc de peu de soutiens), et posait indirectement la question d'enjeux scientifiques "établis" atteints par une théorie nouvelle.
Puis, deuxième prise de risque, il étend (1999) sa théorie à d'autres disciplines 
, (biologie 
, sciences de la terre, physique théorique, etc), et achève ainsi de monter contre sa démarche les tenants d'une astrophysique "stabilisée et sanctionnée". Mais certains secteurs y restent plus ouverts (entre autres en physique théorique ou en systémique).
Par ailleurs, ses approches holistiques en matière d'épistémologie, exposées en marge de sa carrière professionnelle, ont contribué au rejet de ses thèses par certains de ses pairs.

### Les modalités de l'évaluation scientifique en question
À la suite de la bifurcation vers la TRE, les articles de Nottale ont été  évincés de la plupart des revues scientifiques à forte visibilitédu fait de l'"évaluation par les pairs". La TRE n'a donc pu être exposée que dans des revues transdisciplinaires moins sélectives et sous la forme d'ouvrages (y compris de vulgarisation, démarche considérée comme dévalorisante). Elle n'aurait donc pas fait l'objet de réfutations sur la base d'une argumentation scientifique : la théorie a simplement été occultée par une part importante de la communauté scientifique.  
Nottale réplique en 2005, dans un article critique qui reprend, en les axant sur l'évaluation éditoriales, les orientations données par le CNRS (concernant plutôt l'évaluation de programmes ou de personnes). Il a par ailleurs été observé que les "referees" ne possédaient pas nécessairement les connaissances mathématiques sophistiquées relatives aux fractales
Mais, selon l'étude sociétale, au delà des enjeux (matériels,entre autres), l'ambition de la TRE de proposer un modèle inédit de lois applicables aussi bien à la microphysique qu'à la cosmologie pouvait (légitimement ?) heurter le monde de la recherche "établie".

### Statut actuel
La TRE fait (depuis 2019) l'objet de nouvelles études, entre autres dans le champ de l'astrophysique
Nottale a publié un nouvel ouvrage en 2019, aux États-Unis. À noter le soutien appuyé de Charles Alunni, directeur durant 25 ans du laboratoire "Pensée des sciences" à l'ENS-Ulm, qui a postfacé cet ouvrage.

## Ouvrages
- Fractal Space-Time and Micro-physics, éditions World Scientific, mai 1993
- L'univers et la lumière, Cosmologie classique et mirages gravitationnels, éditions Flammarion, août 1993
- La Relativité dans tous ses états : du mouvements aux changements d'échelle, éditions Hachette, 1998
- Les arbres de l'évolution, Laurent Nottale, Jean Chaline et Pierre Grou, éditions Hachette, mars 2000
- Des fleurs pour Schrödinger: la relativité d'échelle et ses applications,  Laurent Nottale, Jean Chaline et Pierre Grou, éditions Ellipses, 2009
- Scale Relativity and Fractal Space-Time: A New Approach to Unifying Relativity and Quantum Mechanics, Imperial College Press, août 2011
- The Relativity of All Things: Beyond Spacetime, Persistent Press, mars  2019
- Relativité et Vacuité : Du mouvement aux échelles, Paris, Les Belles Lettres, coll. L'Âne d'or, 228 p., 2024  (ISBN 978-2251456898)